# Arasia
Arasia là một chi nhện trong họ Salticidae.